# Vincenzo Valente
Vincenzo Valente (Corigliano Calabro, 21 de febrer de 1855 – Nàpols, Campània, 6 de setembre de 1921) fou un compositor italià.
És autor de diverses operetes, tals com:
- I granadieri (Torí, 1889),
- Donna Paquita (Nàpols, 1893),
- La spoza di Charolles (Roma, 1894),
- Rolandino (Nàpols, 1898),
- L'usignuolo (Nàpols, 1899), etc.i es va distingir notablement per la seva fecunditat i inspiració en el gènere de cançons de sabor popular napolità, arribant a ser un dels més populars de la regió.